# Salzach
El río Salzach es un río de Austria y  Alemania, países entre los que constituye una frontera natural a lo largo de 59 km. Con una longitud total de 225 km, es el afluente más largo y caudaloso del río Eno, a su vez afluente del Danubio. En su curso medio atraviesa la ciudad de Salzburgo. 
Su nombre deriva de la palabra Salz, sal, puesto que el transporte de sal por su curso desde la antigüedad era una parte importante de la economía local. Esto sucedió hasta que hubo transporte ferroviario en el siglo XIX.
En la antigüedad, este río recibía el nombre de Isonta.

## Principales localidades por las que pasa
En Austria:
- Mittersill
- Bruck an der Großglocknerstraße
- Sankt Johann im Pongau
- Bischofshofen
- Golling an der Salzach
- Werfen
- Hallein
- Puch bei Hallein
- Salzburgo
- Oberndorf
- Ostermiething

En Alemania:
- Freilassing
- Laufen
- Tittmoning
- Burghausen

## Galerìa

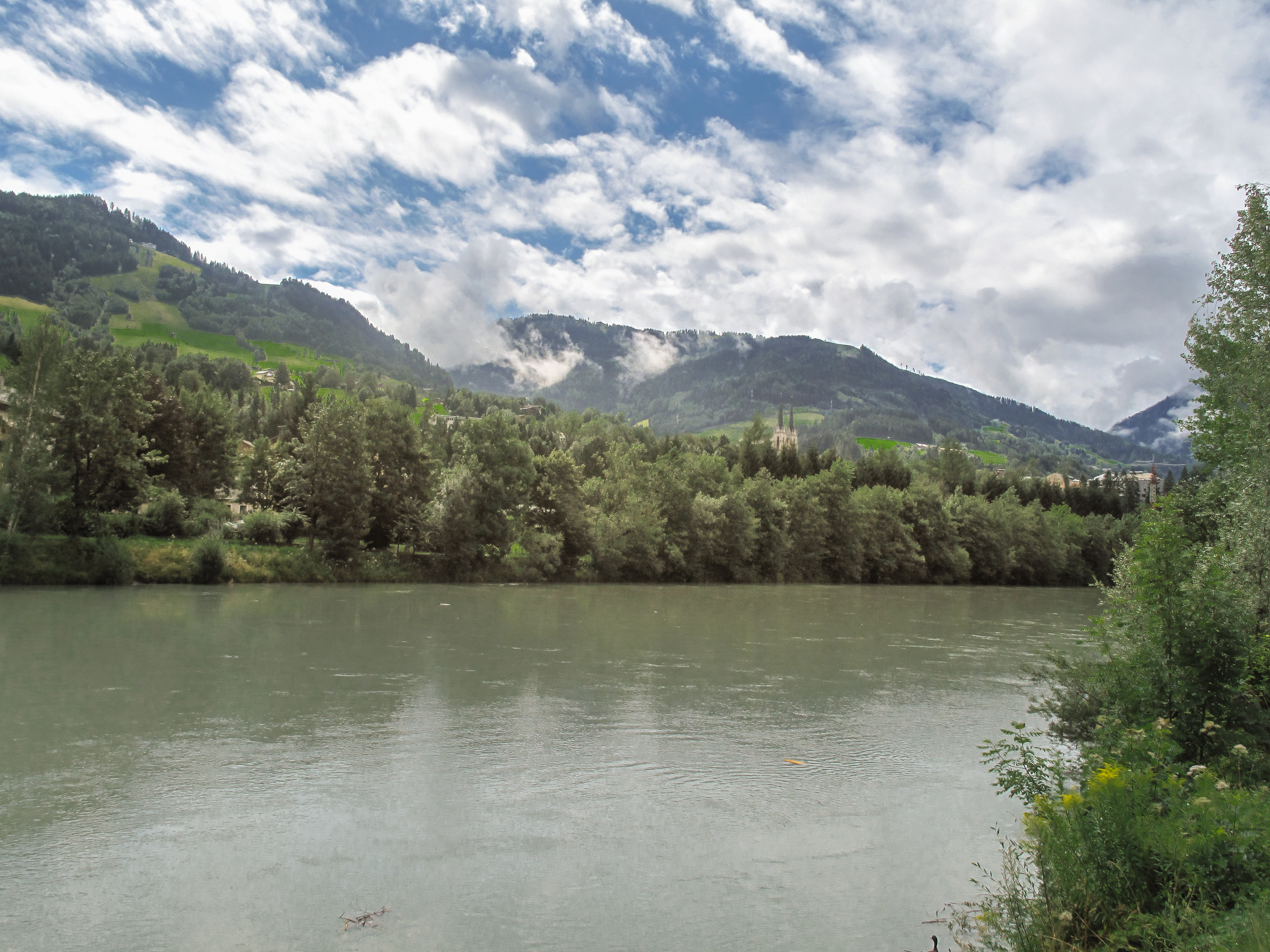
Salzach cerca Sankt Johann im Pongau
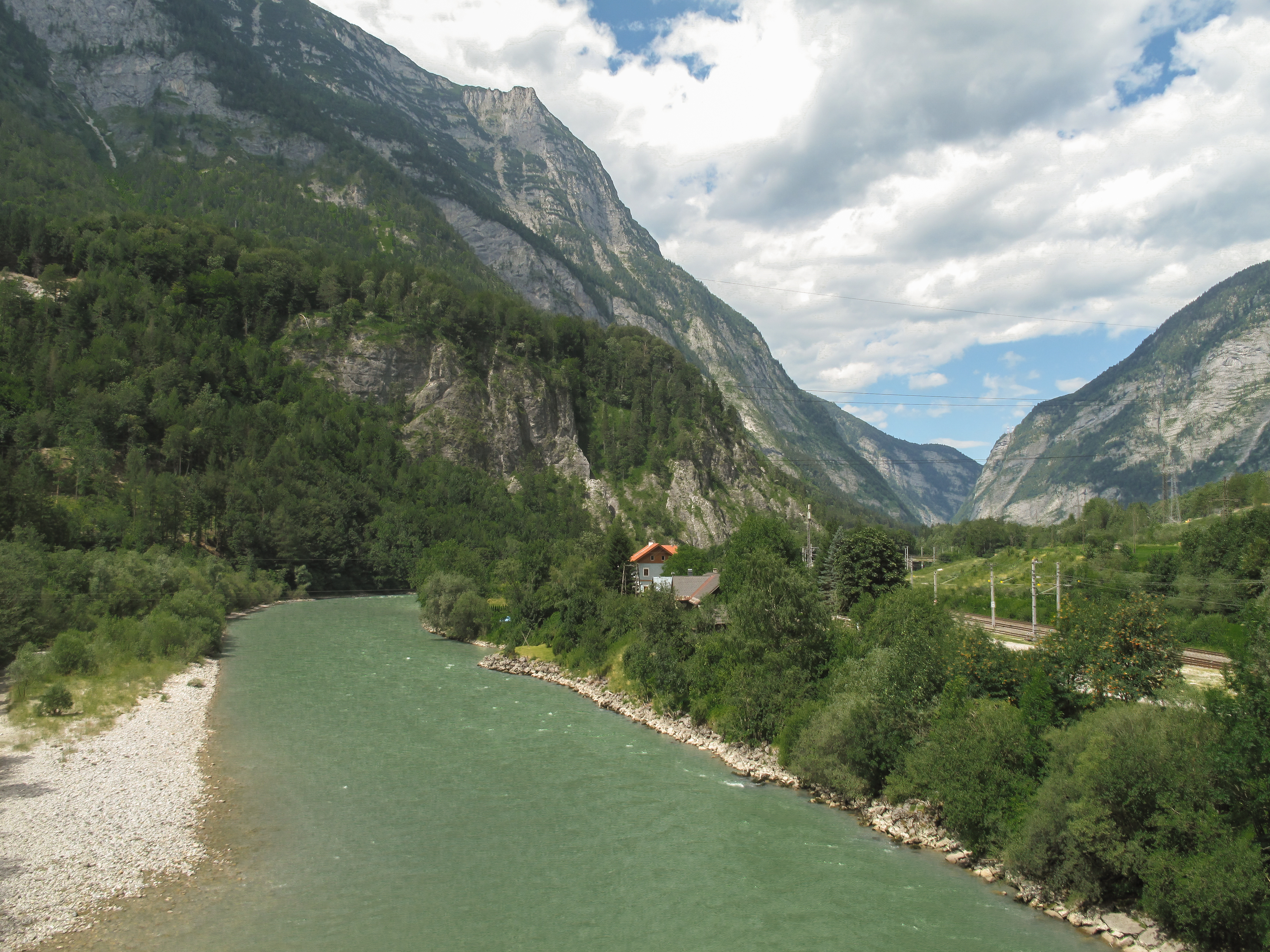
Salzach entre Tenneck y Pass Lueg
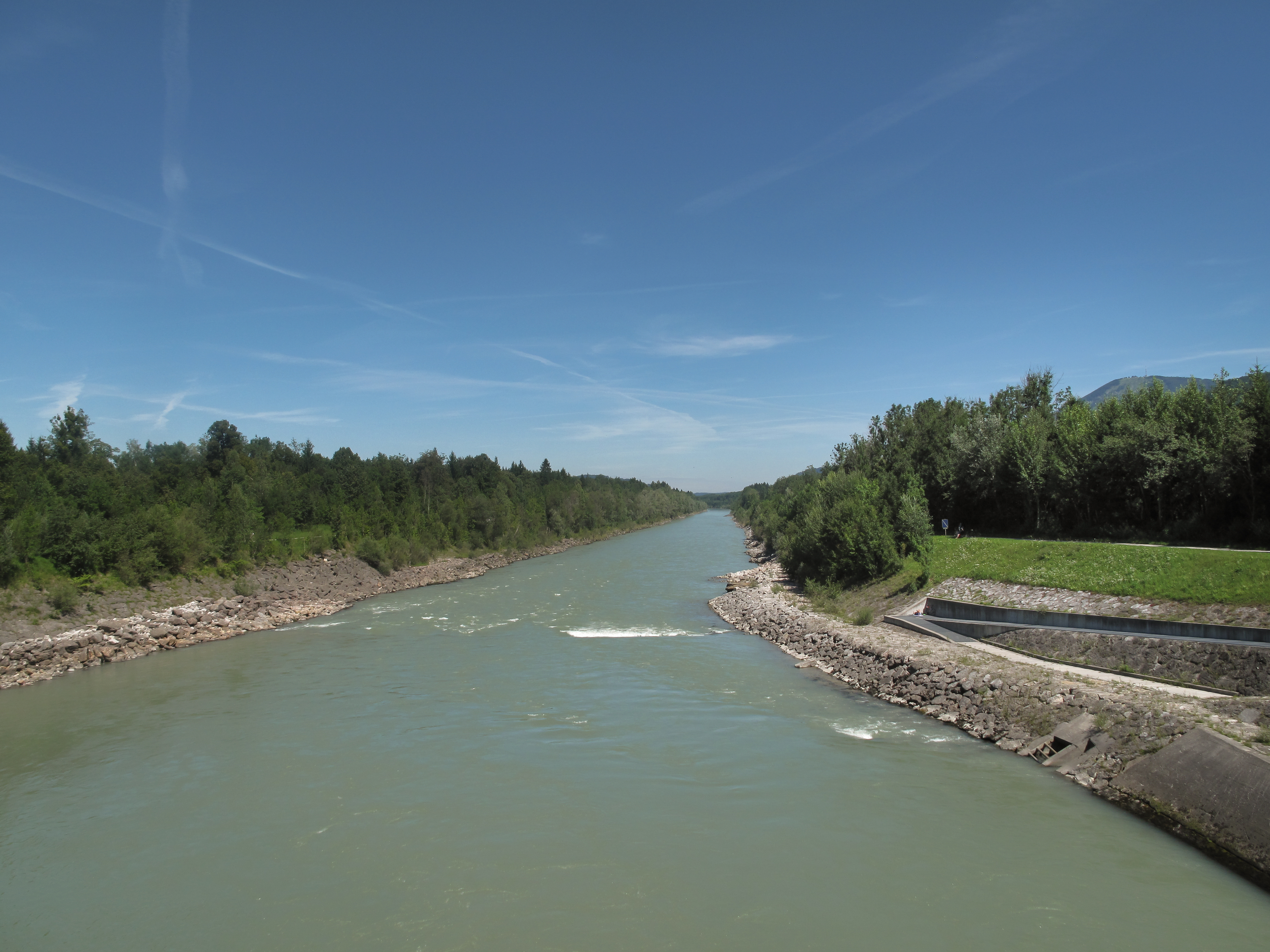
Salzach entre Hallein y Salzburgo
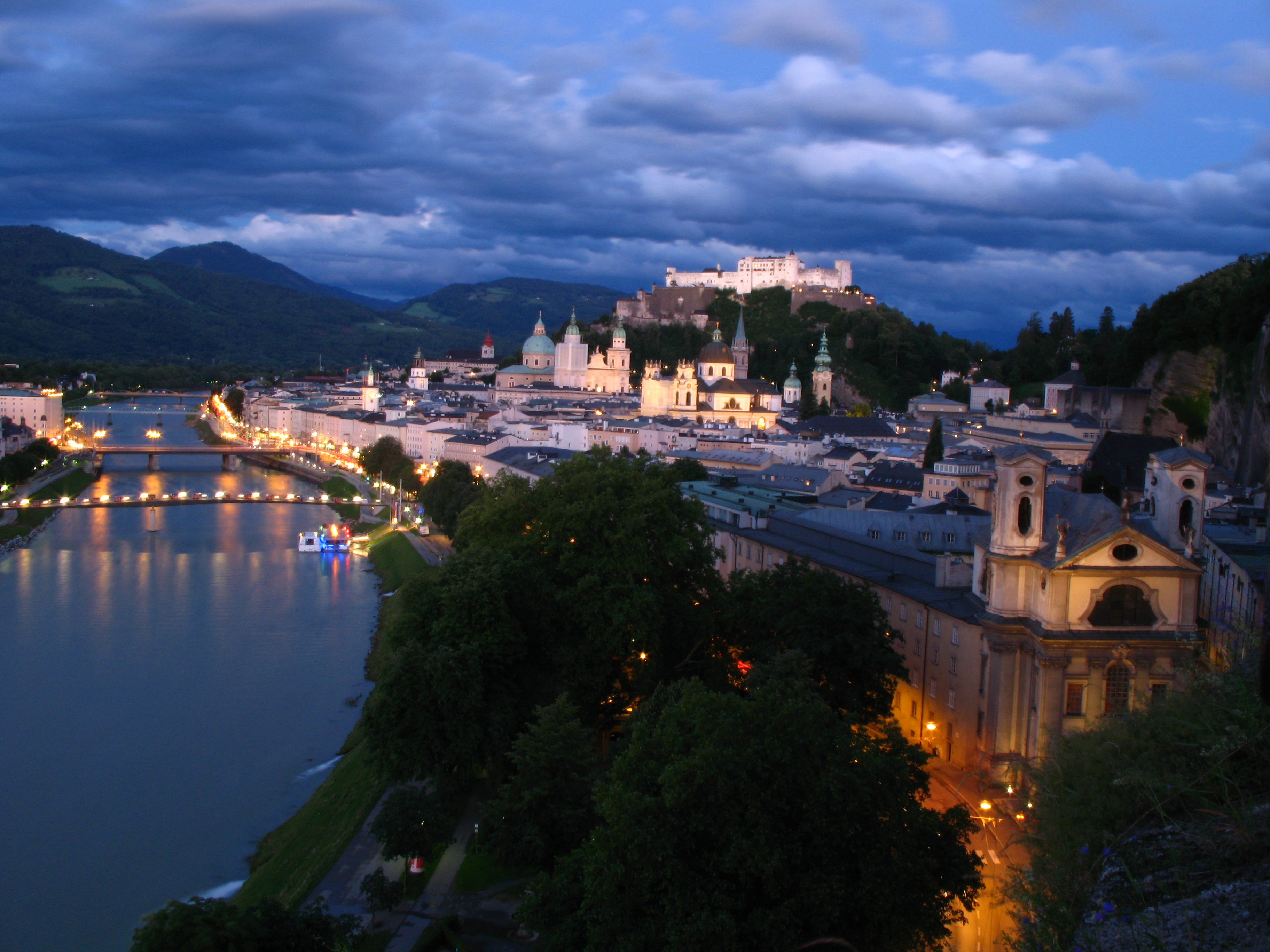
Salzach en Salzburgo
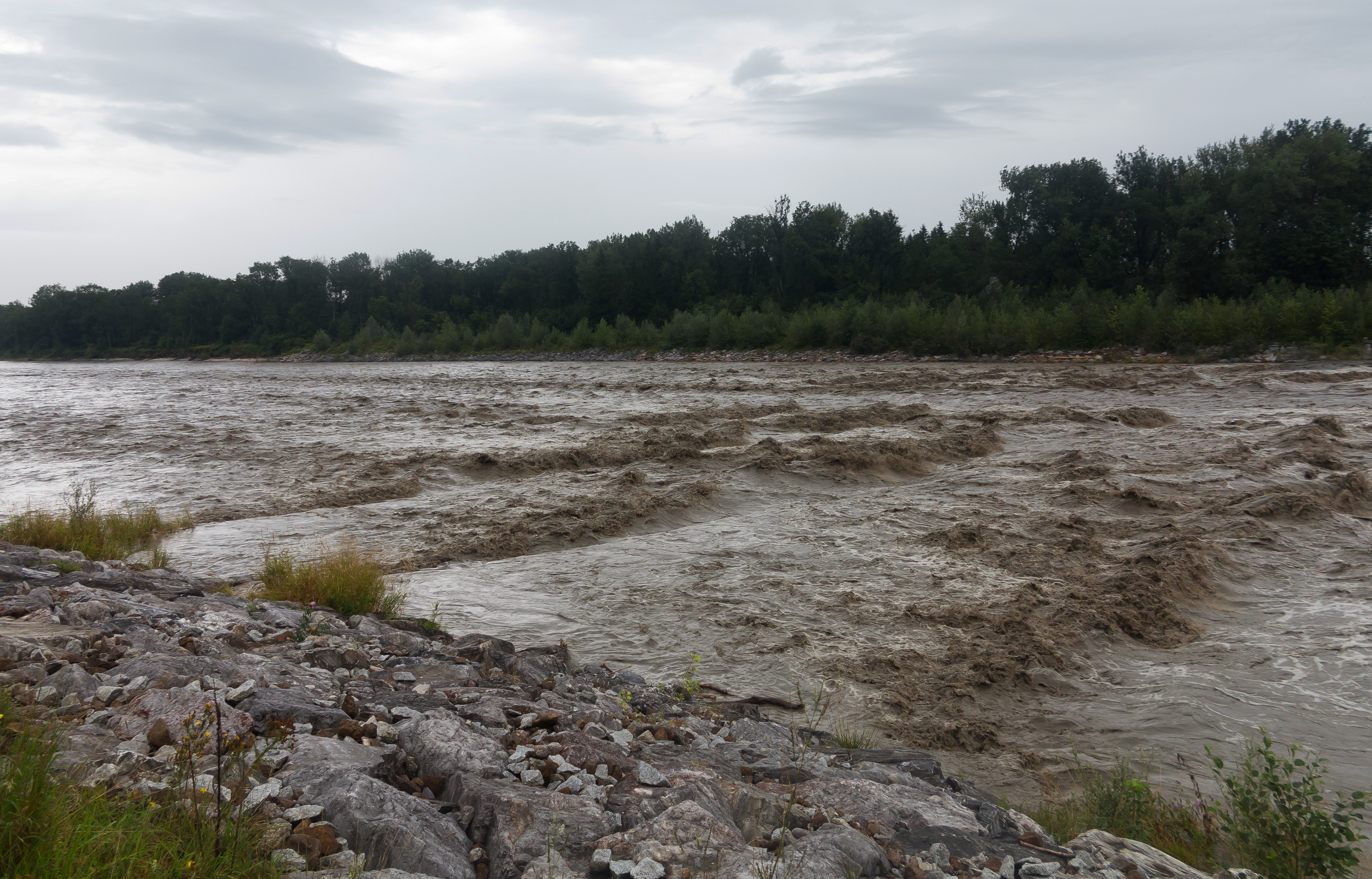
Salzach entre Laufen y Freilassing